# جورجی دامیانوو
جورجی دامیانوو (به لاتین: Georgi Damyanovo) یک منطقهٔ مسکونی در بلغارستان است که در شهرستان گئورگی دامیانوو واقع شده‌است. جورجی دامیانوو ۵۴۵ نفر جمعیت دارد و ۴۶۴ متر بالاتر از سطح دریا واقع شده‌است.